# 사로마호
사로마 호(일본어: サロマ湖 사로마코[*])는 오호츠크해 해안의 기타미시, 도코로 군 사로마정, 몬베쓰 군 유베쓰정에 걸쳐 있는 호수이다. サロマ湖라는 표기 말고도 한자를 차용하여 佐呂間湖나 猿澗湖 등으로도 표기한다. 면적은 약 152km2로 홋카이도 내에서 가장 넓은 호수이고, 비와호, 가스미가우라호에 이어 일본에서 3번째로 넓다. 기수호 중에서는 일본에서 가장 넓은 호수이다. 호수의 명칭은 아이누어 사루오마토에서 유래된 것으로 갈대밭이 있는 호수라는 의미를 지녔다.

## 지리
홋카이도 북동부에 위치해 있으며, 아바시리 국정공원에 속해 있다. 면적은 151.86km2, 둘레는 87km, 최대수심은 19.6m에 이른다. 사로마 호는 석호로 바다와 맞다아 있으며, 사로마 호와 오호츠크해를 가르는 것이 호수 전방에 위치한 폭 200 ~ 700m의 사취이다. 호수는 동서로 긴 형태이며 남쪽에는 동쪽으로 기운 기무아넷프 곶이 자리잡고 있다. 기무아넷프 곶 부근이 호수 중 얕은 부분에 속한다. 이 기무아넷프 곶을 기준으로 동과 서로 호수분지를 나눌 수 있다. 서쪽의 큰 호수분지에는 하로 강, 게로치 강 등이 흘러 들어와 신호구(新湖口)로 빠져나간다. 동쪽의 작은 호수분지에 흐르는 사로마베쓰 강은 유입하천 중 규모가 가장 큰 강으로 하구의 삼각주에는 시가지가 형성되어 있다.
바다와 호수를 가르는 길이 25km의 사취는 식물자원의보고로 원생화원을 이루고 있다. 특히 호수 동쪽에 위치한 왓카 원생화원은 홋카이도 유산으로 지정되어 있다. 호수 주변은 명승지로 그중 남동쪽의 기타미 시 도코로 정 사카에우라에서 바라본 일몰은 아름답기로 유명하다.
- 유입하천 : 사로마베쓰 강, 하로 강, 데이네 강, 시부시 강, 게로치 강, 도코탄 강, 온네토카로치 강, 돗부시베쓰 강, 나니와 강, 이와미 강, 아넷부나이 강, 호로이와고센자와노 강, 라이토코로 강
- 유출하천 : 수로(水路)